# Spons van Menger

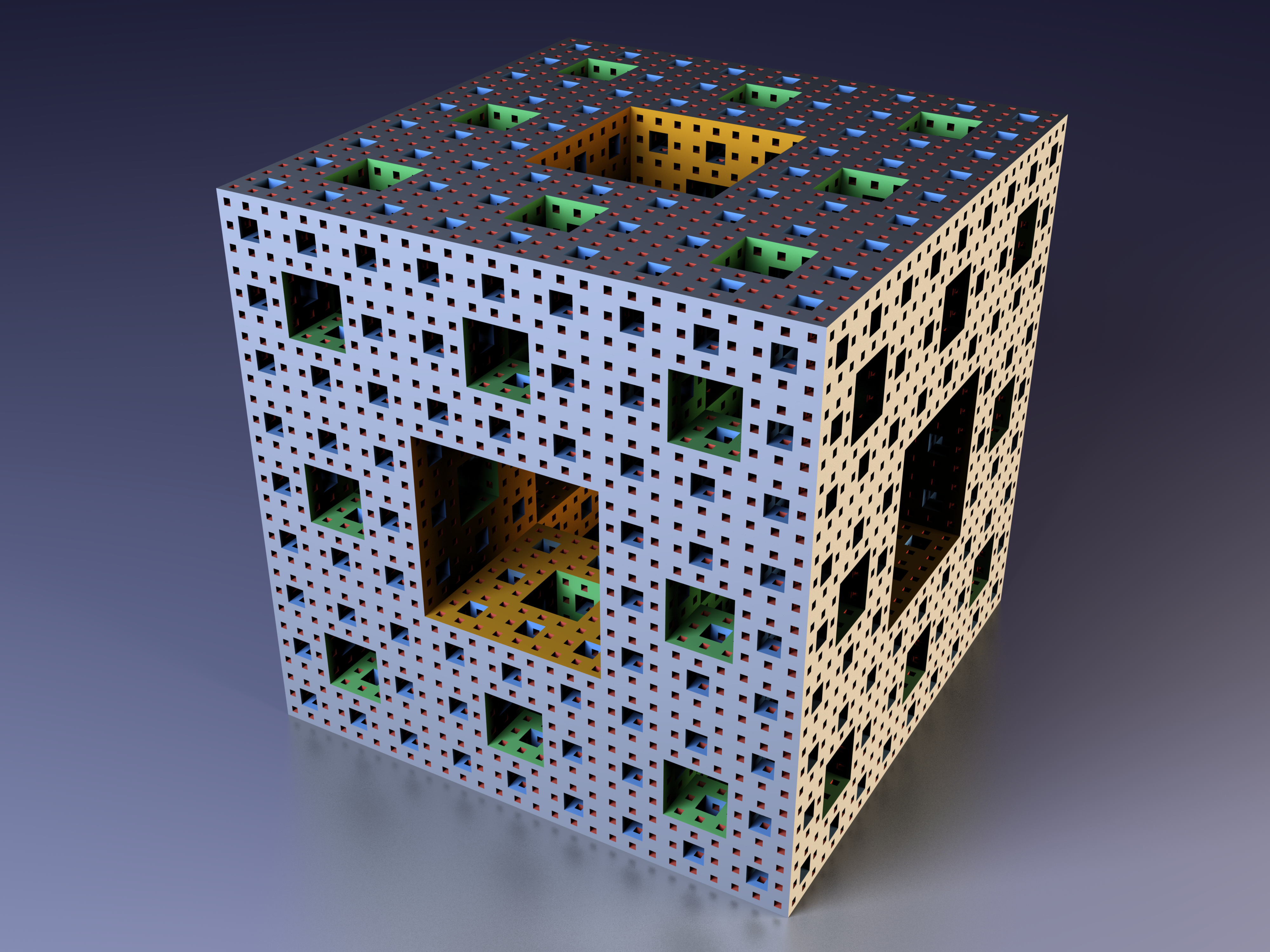
Spons van Menger

In de wiskunde is de Spons van Menger een fractale kromme. Het is een universele kromme in de zin dat de spons van Menger een topologische dimensie één heeft en dat elke willekeurige kromme of graaf homeomorf is aan een willekeurige deelverzameling van de spons van Menger. De constructie wordt soms ook wel de spons van Menger-Sierpiński of de Spons van Sierpinski genoemd. De Spons van Menger is de driedimensionale uitbreiding van de Cantorverzameling en het tapijt van Sierpiński. De Spons van Menger werd in 1926 als eerste beschreven door de Oostenrijkse wiskundige Karl Menger in het kader van zijn fundamenteel onderzoek naar het concept van topologische dimensie.

## Constructie
De constructie van een spons van Menger verloopt in de volgende stappen:
1. Begin met een kubus, (plaatje 1)
2. Verdeel elk zijde van deze kubus in 9 vierkanten. Dit verdeelt de kubus in 27 kleinere kubussen.
3. Haal de kubus in het midden van elke zijde weg, haal ook de kubus in het midden weg, in totaal worden er zeven kubussen weggehaald en blijven er 20 over (zie het tweede plaatje). Dit is de spons van Menger van niveau 1.
4. Herhaal de stappen 1 tot en met 3 voor elke van overblijvende kleinere kubussen.

Een tweede herhaling geeft een niveau 2 spons (zie derde plaatje), de derde herhaling een niveau 3 spons (zie vierde plaatje) en zo verder. De spons van Menger moet men zien als de limiet van dit proces na een oneindig aantal herhalingen (iteraties).
Het aantal kubussen neemt toe met 20n, waarin n staat voor het aantal iteraties die op de eerste kubus worden toegepast.
| Iteraties | Kubussen   | Som        |
| 0         | 1          | 1          |
| 1         | 20         | 21         |
| 2         | 400        | 421        |
| 3         | 8.000      | 8.421      |
| 4         | 160.000    | 168.421    |
| 5         | 3.200.000  | 3.368.421  |
| 6         | 64.000.000 | 67.368.421 |

Op het eerste niveau worden geen iteraties uitgevoerd (200 = 1).

## Eigenschappen

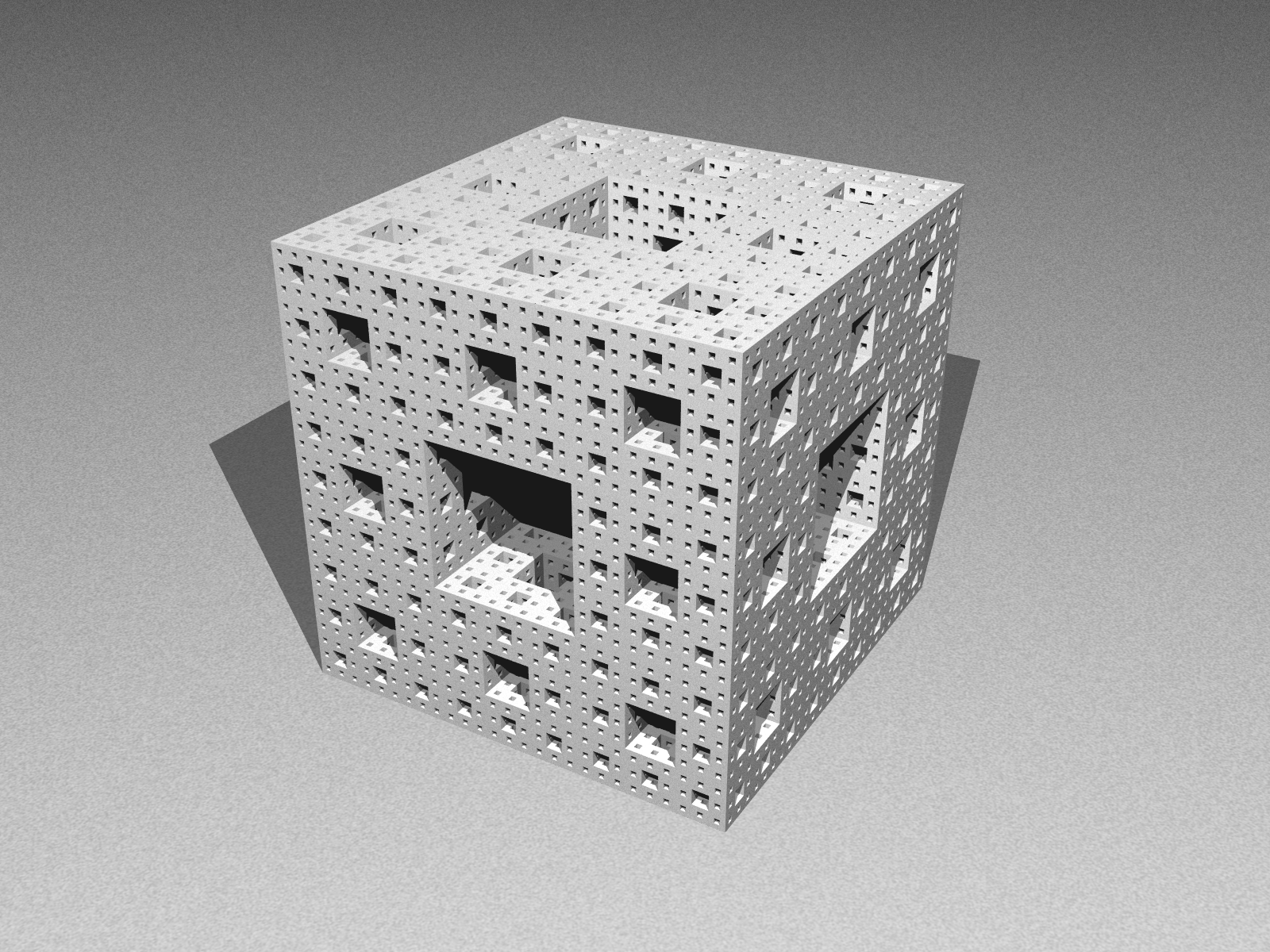
Een illustratie van \, M_{4}, de vierde iteraties van het constructieproces

Elke zijde van de spons van Menger is een tapijt van Sierpiński; verder is elke doorsnede van de spons van Menger met een diagonaal of een medium van de beginkubus M0 een Cantorverzameling.
Wanneer bovenstaande stappen tot in het oneindige zouden worden doorgevoerd dan zou de spons een oneindig groot oppervlak krijgen en een volume nul insluiten. De spons heeft een Hausdorff-dimensie van ongeveer 2,726833 ( (ln 20)/(ln 3) ).

## Formele definitie
Formeel kan een spons van Menger worden gedefinieerd als:
{\displaystyle \,M:=\bigcap _{n\in \mathbb {N} }M_{n}}
waar M0 gelijk is aan de eenheidskubus en
{\displaystyle \,M_{n+1}:=\left\{{\begin{matrix}(x,y,z)\in \mathbb {R} ^{3}:&{\begin{matrix}\exists i,j,k\in \{0,1,2\}:(3x-i,3y-j,3z-k)\in M_{n}\\{\mbox{en ten hoogste een van de }}i,j,k{\mbox{ gelijk is aan 1}}\end{matrix}}\end{matrix}}\right\}.}